# Milice volontaire pour la sécurité nationale
Cet article possède un paronyme, voir Volontaires de la sécurité nationale.
La milice volontaire pour la sécurité nationale (en italien MVSN, sigle de Milizia Volontaria per la Sicurezza Nazionale) est un corps paramilitaire, puis militaire, de l’Italie fasciste, communément appelé les « Chemises noires ». À l'origine aile paramilitaire du Parti national fasciste, les chemises noires sont comparables aux SA nazis (« Chemises brunes ») et employaient des méthodes expéditives (coups de bâtons, incendies…) et faisaient boire de l'huile de ricin aux protestataires.

## Histoire

Les Chemises noires à l'issue de la Marche sur Rome (automne 1922).

Sa création est le résultat d'une délibération du Grand Conseil du fascisme en janvier 1923. Initialement conçue comme une milice et utilisée exclusivement par le Parti national fasciste (elle obéissait seulement au président du Conseil et à lui seul se faisait le serment en contradiction avec l'obligation de serment au souverain), avec la « constitutionalisation » du fascisme et en désaccord avec l'armée du Royaume, elle finit par se confondre avec l'armée.
Les chemises noires (en italien : camicie nere ou squadristi) sont les adhérents à la milice du régime fasciste de Benito Mussolini, organisés depuis le 23 mars 1919 en Faisceaux italiens de combat (Fasci Italiani di Combattimento) (allusion au symbole d'autorité des consuls dans la Rome antique).
Ces groupes étaient principalement constitués d'anciens soldats démobilisés, d’ouvriers, de paysans, d’aristocrates, de chômeurs, et de jeunes bourgeois. Ce sont eux qui ont permis l'accession de Mussolini au pouvoir, lors de la Marche sur Rome.
Fin 1919, ils étaient 17 000. En 1922, lorsque le Duce prend le pouvoir, on dénombrait 700 000 Chemises Noires, regroupées alors dans le Parti national fasciste.
Lors de la guerre d'Éthiopie, une unité était composée d'Italiens résidant à l'étranger : 221ª Legione CC.NN. « Fasci Italiani all'Estero ».
Durant la Seconde Guerre mondiale, les Chemises noires (CCNN) sont endivisionnées et constituent le bras armé du régime. Une des plus fameuses unités est la 63e légion d'assaut CC.NN. « Tagliamento » (it) agrégée au CSIR, menant les combats décisifs de la bataille de Noël (25 au 27 décembre 1941). Après la chute du fascisme (25 juillet 1943), l'armistice de Cassibile (8 septembre 1943), la fondation de la République sociale italienne la "Tagliamento" deviendra la 1e Legione d'Assalto "M" "Tagliamento" l'une des divisions de la RSI les plus violemment acharnées contre la Résistance, au point de connaître des frictions importantes avec les troupes allemandes.

## Filmographie

### Fictions
- La Marche sur Rome de Dino Risi, 1962.
- 1900 (Novecento) de Bernardo Bertolucci, 1976.

### Documentaires
- Le résolu de Giovanni Donfrancesco, 2017